# James Preston
James Preston (ur. 30 czerwca 1988 w Casper) – amerykański aktor i model. Najlepiej znany z roli Lukasa Forda w serialu ABC The Gates: Za bramą tajemnic. Brał udział w kampanii reklamowej Abercrombie & Fitch.

## Filmografia

### Filmy fabularne
- 2006: Midnight Clear jako śpiewak
- 2009: The Brotherhood VI: Initiation jako Dough
- 2010: The Binds That Tie Us jako JJ
- 2011: Joshua Tree, 1951: A Portrait of James Dean jako James Dean[5]

### Seriale TV
- 2009: Bezimienni jako Bill
- 2010: Za wszelką cenę jako przystojniak
- 2010: The Gates: Za bramą tajemnic jako Lukas Ford
- 2010: Zaprzysiężeni jako Blake Woods
- 2011: CSI: Kryminalne zagadki Nowego Jorku jako Tommy Hill